# Hermann Tertsch
Hermann Leopold Tertsch del Valle-Lersundi (ur. 9 kwietnia 1958 w Madrycie) – hiszpański dziennikarz, pisarz i publicysta, poseł do Parlamentu Europejskiego IX i X kadencji.

## Życiorys
Syn Austriaka i Hiszpanki, spokrewniony z Aną de Palacio i Loyolą de Palacio. W młodości działał w baskijskim oddziale Komunistycznej Partii Hiszpanii. Ukończył studia z zakresu dziennikarstwa. Pracę w zawodzie dziennikarza rozpoczął w magazynie ekonomicznym, później zatrudniony w agencji prasowej Agencia EFE, był jej korespondentem w Wiedniu. W 1985 dołączył do dziennika „El País”, pełnił funkcję korespondenta w Bonn i Warszawie. W latach 1993–1996 jako zastępca redaktora naczelnego odpowiadał za dział opinii. Z redakcji odszedł w 2007, przechodząc do dziennika „ABC”. Od 2004 współpracował też ze stacją radiową Onda Cero, w latach 2008–2010 prowadził program informacyjny Diario de la noche w stacji Telemadrid. Współpracował również z różnymi mediami jako komentator polityczny.
Autor powieści i esejów, m.in. La venganza de la historia (1993), La acuarela (1997), Cita en Varsovia (1999) i Libelo contra la secta (2010).
W 2019 został kandydatem ugrupowania Vox w wyborach do Europarlamentu. W wyniku głosowania z maja tegoż roku uzyskał mandat eurodeputowanego IX kadencji. Z powodzeniem ubiegał się o reelekcję w 2024.

## Odznaczenia
W 2021 został odznaczony Krzyżem Kawalerskim Orderu Zasługi Rzeczypospolitej Polskiej.